# Шпаєрська протестація
Шпаєрська протестація (нім. Protestation zu Speyer) — протест, поданий 19 квітня 1529 року шістьма князями та чотирнадцятьма вільними містами Священної Римської імперії на рейхстазі в Шпаєрі, проти рішення більшості членів рейхстагу відновити дію Вормського едикту й переслідування лютеран. За назвою цього документа прихильники Реформації отримали згодом назву протестантів, а сукупність некатолицьких конфесій, що виникла в результаті Реформації — протестантизм.

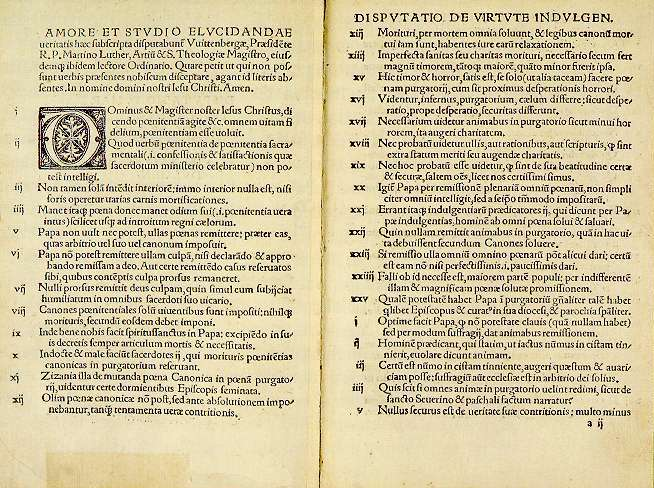

Попередньо в 1526 році дія Вормського едикту була перервана та прийнято рішення, що кожна область сама в праві обирати, як вона буде жити, керувати, вірити й відповідати перед Богом та імператором. Таке рішення стало можливим через тимчасові труднощі імператора, але в 1529 році Карл V вирішив відновити заборону «лютеранської єресі», для чого скликався рейхстаг в Шпаєрі. Сам імператор туди приїхати не зміг, бо був на війні з Францією. Представником імператора в Шпаєрі був його молодший брат Фердинанд I, який мав завдання — анулювати рішення Шпаєрського собору 1526 року.
В результаті більшість представників на рейхстазі підтримали ініціативу імператора, але лютерани і цвінгліани відмовилися підкорятися. Протест був оформлений на наступний день як спеціальний «Лист протесту», який Фердинанд відмовився читати і визнавати. Однак «Лист протесту», підписаний шістьма німецькими князями та чотирнадцятьма вільними містами (серед них цвінгліанський Страсбург і Санкт-Галлен), був опублікований і широко поширений в суспільстві, отримавши назву «Шпаєрське протестування».
25 квітня, коли відбулося остаточне засідання рейхстагу, на якому про протест князів навіть не було згадано, євангельські представники підтвердили свій протест проти всіх рішень Шпаєрського собору, які суперечили Слову Божому, їх совісті та рішенням Шпаєрського собору 1526 року. Своє право на свободу совісті та віри євангельські віряни були готові захищати зі зброєю в руках, що далі й довелося робити протягом понад ста років. Від Шпаєрського протесту 1529 року походить термін «протестанти» і «протестантизм», які пізніше почали застосовуватися по відношенню до всіх прихильників Реформації.